# شونای، یاماگاتا
شونای، یاماگاتا (به لاتین: Shōnai, Yamagata) یک منطقهٔ مسکونی در ژاپن است که در استان یاماگاتا واقع شده‌است. شونای ۲۴۹٫۱۷ کیلومترمربع مساحت و ۲۱٬۷۹۳ نفر جمعیت دارد.